# La Petite Marchande d'allumettes
La Petite Marchande d'allumettes is een Franse dramafilm uit 1928 onder regie van Jean Renoir. Het scenario is gebaseerd op het gelijknamige sprookje van de Deense auteur Hans Christian Andersen.

## Verhaal
Op oudejaarsavond wordt een meisje door haar stiefmoeder in de bittere kou weggestuurd om zwavelstokjes te verkopen in de stad. Ze heeft weinig succes, omdat alle burgers thuis nieuwjaar vieren. Bovendien wordt ze aangehouden door een politieagent voor een herberg.

## Rolverdeling
| Acteur             | Personage          |
| ------------------ | ------------------ |
| Catherine Hessling | Karen              |
| Amy Wells          | Pop                |
| Jean Storm         | Luitenant Axel Ott |
| Manuel Raaby       | Politieagent       |